# دیاگو پینیرو
دیاگو پینیرو (به پرتغالی: Diogo Pinheiro Sousa) هافبک اهل برزیل است که در شهر Brazil و در تاریخ ۲۰ مارس ۱۹۹۰ به دنیا آمده‌است.
دیاگو پینیرو در تیم‌های فوتبال فورتونا سیتارد سابقهٔ حضور دارد.